# Brézilhac
Brézilhac – miejscowość i gmina we Francji, w regionie Oksytania, w departamencie Aude.
Według danych na rok 1990 gminę zamieszkiwało 114 osób, a gęstość zaludnienia wynosiła 17 osób/km² (wśród 1545 gmin Langwedocji-Roussillon Brézilhac plasuje się na 788. miejscu pod względem liczby ludności, natomiast pod względem powierzchni na miejscu 921.).